# Rhodanthemum ifniense
Rhodanthemum ifniense es una especie de planta floral del género Rhodanthemum, tribu Anthemideae, familia Asteraceae. Fue descrita científicamente por (Font Quer) Ibn Tattou.
Se distribuye por Marruecos.